# Tropas Paraquedistas de Portugal
Tropas Paraquedistas (ou Corpo de Tropas Paraquedistas) MHTE • MOVM • MPCG • MHC • MHA • MOSD é a designação genérica das tropas portuguesas especializadas em operações militares aerotransportadas, especialmente, naquelas que envolvem saltos de paraquedas, assaltos aéreos ou lançamento de cargas.
Criadas originalmente em 1956, na Força Aérea Portuguesa (FAP), as Tropas Paraquedistas têm a sua génese nos cursos de paraquedismo da École des Troupes Aeroportées (França) e Escuela Militar de Paracaidismo, em Alcantarilla (Espanha), frequentados durante o início da década de 50 pelos primeiros paraquedistas portugueses. Posteriormente, seria criado o curso de paraquedismo português, com influências não só destes países, como também dos cursos ministrados no Brasil e Estados Unidos da América.
Durante a Guerra Colonial Portuguesa, os Páras foram a primeira força projetada pela metrópole para o Teatro de Operações Africano, em 1961, e a última força a abandonar as ex-colónias, executando o último o arrear da Bandeira Nacional em África, em 10 de novembro de 1975.
Com características e capacidades únicas em Portugal, as Tropas Paraquedistas possuem uma longa história operacional, tendo sido projetadas para várias partes do mundo, como Angola, Moçambique, Guiné, Bósnia, Kosovo, Timor, Afeganistão, Iraque, Mali e República Centro-Africana. Atualmente, as principais unidades paraquedistas estão integradas na Brigada de Reação Rápida (BRR) do Exército Português, embora existam militares com esta qualificação em unidades pertencentes a outras organizações do Exército e mesmo nos restantes ramos das Forças Armadas.

## História

### Origens do paraquedismo em Portugal
Em 12 de dezembro de 1819, realizou-se o primeiro salto de paraquedas em Portugal, pelo inglês Eugénio Robertson. Em 6 de outubro de 1922, aconteceu o primeiro salto de paraquedas militar em Portugal, pelos oficiais de engenharia capitão Mário Costa França e tenente José Machado de Barros, pertencentes à Companhia de Aerosteiros do Exército Português. Em 14 de outubro de 1930, o primeiro-cabo José Maria da Veiga e Moura, piloto da Aeronáutica Militar, executou o primeiro salto de paraquedas a partir de um avião, em Portugal. Em 1942 são formados, na Austrália, 12 militares paraquedistas portugueses, naturais de Timor, que seriam lançados na retaguarda das forças japonesas que ocupavam aquele território português.

### Criação das Tropas Paraquedistas

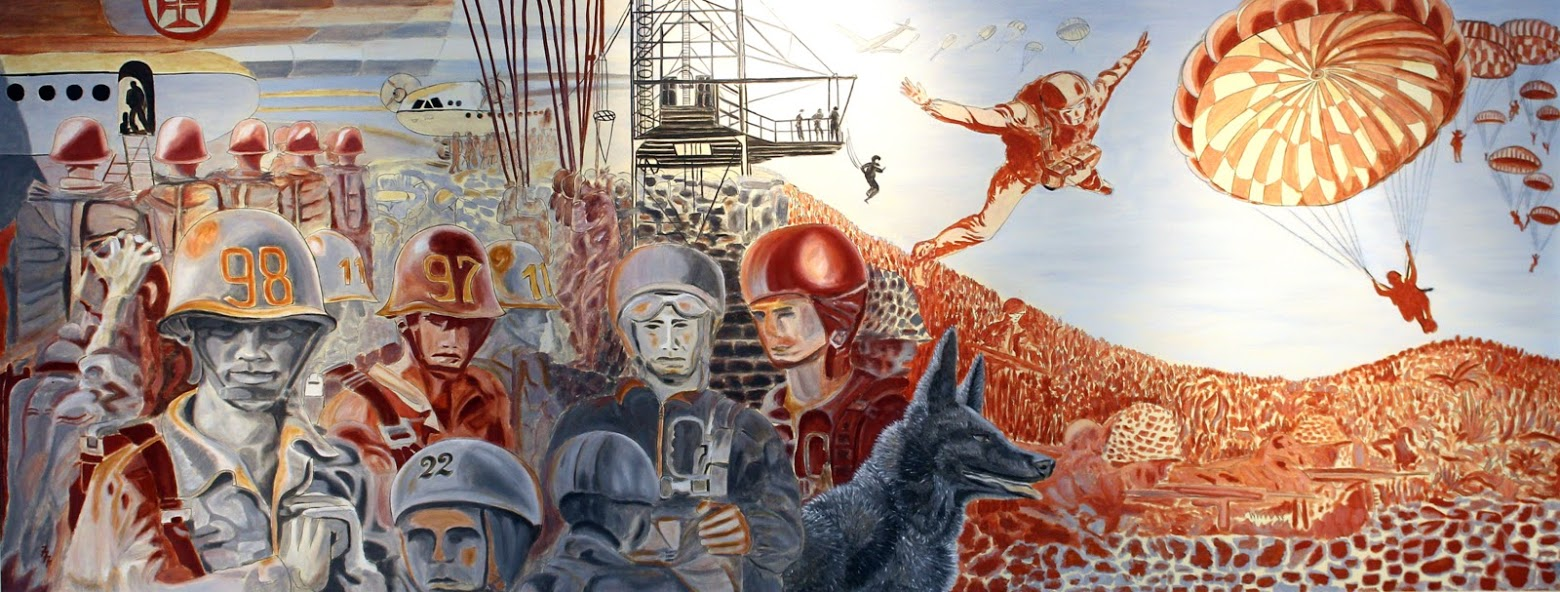
Quadro comemorativo das Tropas Paraquedistas, exposto no Regimento de Paraquedistas.

Em 1951, os capitães Armindo Martins Videira e Mário de Brito Monteiro Robalo, do Exército Português, frequentaram o curso de paraquedismo militar na École des Troupes Aeroportées (ETAP), em Pau (França). No ano seguinte, foi promulgada a Lei 2005 (artº nº9) de 27 de maio de 1952, que criou a Força Aérea Portuguesa como ramo independente das Forças Armadas e que previa a criação de uma força paraquedista.
Em 1953, o aspirante Fausto Pereira Marques e os sargentos Américo de Matos e Manuel Coelho Gonçalves frequentaram na ETAP o curso de paraquedismo e, após a conclusão do mesmo, frequentaram o curso de instrutores e monitores de paraquedismo, juntamente com o Capitão Mário Robalo.
No mesmo ano, os aspirantes Fernando Soares Cunha e António Rosado Serrano, e o sargento José Freire de Sousa frequentaram na Escuela Militar de Paracaidismo, em Alcantarilla (Espanha) os cursos de paraquedismo e de instrutores de paraquedismo. Em 1955, seguiram-lhes 192 militares voluntários, provenientes dos três ramos das Forças Armadas, que frequentaram o 22º Curso de Paracaidismo e que constituiriam a base da primeira Unidade Militar paraquedista em Portugal, o Batalhão de Caçadores Paraquedistas (BCP).

Pela Portaria Nº 15671, de 26 de dezembro de 1955, foi criado o Batalhão de Caçadores Paraquedistas (BCP), por iniciativa do então Subsecretário de Estado da Aeronáutica, coronel Kaúlza de Arriaga:
| “ | …O batalhão de caçadores pára-quedistas terá a sua sede na área do polígono militar de Tancos, junto da base aérea nº3, que porá à sua disposição os necessários meios de transporte e lançamento aéreos. | ” |
|   | — Artº 3, Portaria Nº 15671 de 26DEZ1955 . |   |

O BCP foi aquartelado nas antigas instalações do extinto Batalhão de Pontoneiros (BP), uma unidade do Exército que, em 1921, tinha sido transferida de Santarém para Tancos e, em 1947, integrada na Escola Prática de Engenharia. Após a conclusão das indispensáveis obras de conservação e restauro, os paraquedistas começaram a ser instalados nas antigas camaratas do BP, a partir do dia 3 de janeiro de 1956. O Comando do Batalhão foi assumido pelos dois primeiros paraquedistas portugueses, os capitães Martins Videira (Comandante) e Mário Robalo (2º Comandante). A localização estratégica destas instalações (numa posição central, em relação à distribuição geográfica do território continental) era perfeita para a atividade dos paraquedistas, uma vez que se encontrava junto à Base Aérea de Tancos, que era guarnecida com os necessários aviões de transporte Junkers Ju-52.
A esta nova força, pela primeira vez na história das Forças Armadas Portuguesas, foi concedido o uso de boina (neste caso, boina verde) como cobertura de cabeça.
O BCP foi oficialmente inaugurado no dia 23 de maio de 1956, tendo presidido à cerimónia o seu criador, coronel Kaúlza de Arriaga. A data foi escolhida em alusão à bula Manifestis Probatum (1179), que declarou o Condado Portucalense oficialmente independente do Reino de Leão, ou seja, reconheceu efetivamente o Reino de Portugal.
No dia 1 de julho de 1956, durante a cerimónia comemorativa do Dia das Forças Aéreas, no Aeroporto Internacional da Portela, o capitão Martins Videira recebeu o Estandarte Nacional do BCP, entregue pelo Presidente da República, General Craveiro Lopes.
Ainda em 1956, no âmbito da criação do modelo de instrução a utilizar nos cursos de paraquedismo portugueses, a partir da doutrina em vigor nos países onde este tipo de força já existia, o tenente Argentino Urbano Seixas e o alferes Sigfredo Ventura da Costa Campos frequentam no Brasil as formações de Curso Básico de Paraquedista, Cursos de Mestre de Salto, Precursor Paraquedista e Dobragem e Manutenção de Paraquedas, do Exército Brasileiro.
Em 7 de janeiro de 1957, iniciou-se o primeiro Curso de Paraquedismo ministrado em Portugal, com 56 candidatos. Este curso, que obrigava à execução de 10 saltos, viria a ser finalizado em 28 de fevereiro, tendo ficado aptos 37 instruendos (1 oficial, 5 sargentos e 31 praças):
| “ | Dos 56 instruendos que o iniciaram, concluiram-no os 37 alunos (...) Foram eles os únicos que conseguiram obter êxito nas provas de selecção a que concorreram mais de duas centenas de candidatos e no curso que, segundo dizem, foi de uma dureza apreciável. É lícito concluir que os novos paraquedistas têm o valor de homens selectos. Por isso, por terem provado merecer as insígnias que orgulhosamente ostentam, são-lhe dedicados os parabéns e a simpatia dos mais velhos. Como prova desses sentimentos, efectuaram-se as cerimónias que manda a praxe: o «banho de purificação» a quando do primeiro salto e o empréstimo da boina imediatamente após o décimo. Cada um guarda recordações de carácter pessoal àcerca do que intimamente sentiu nos primeiros contactos com a tela do paraquedas. Elas foram o princípio do amor dedicado que é factor comum a todos os paraquedistas. Que ele lhes sirva de incentivo nas dificuldades e no orgulho inerentes a SER PARAQUEDISTA. | ” |
|   | — Revista SALTA! n.º 5-6, 1957. |   |

Em 7 de março do mesmo ano, iniciou-se o primeiro Curso de Instrutores e Monitores Paraquedistas, sob a direcção do tenente Fausto Marques e com um efetivo de 22 candidatos. O curso terminou em 25 de maio, tendo ficado aprovados 14 instruendos (3 oficiais, 4 sargentos e 7 praças).

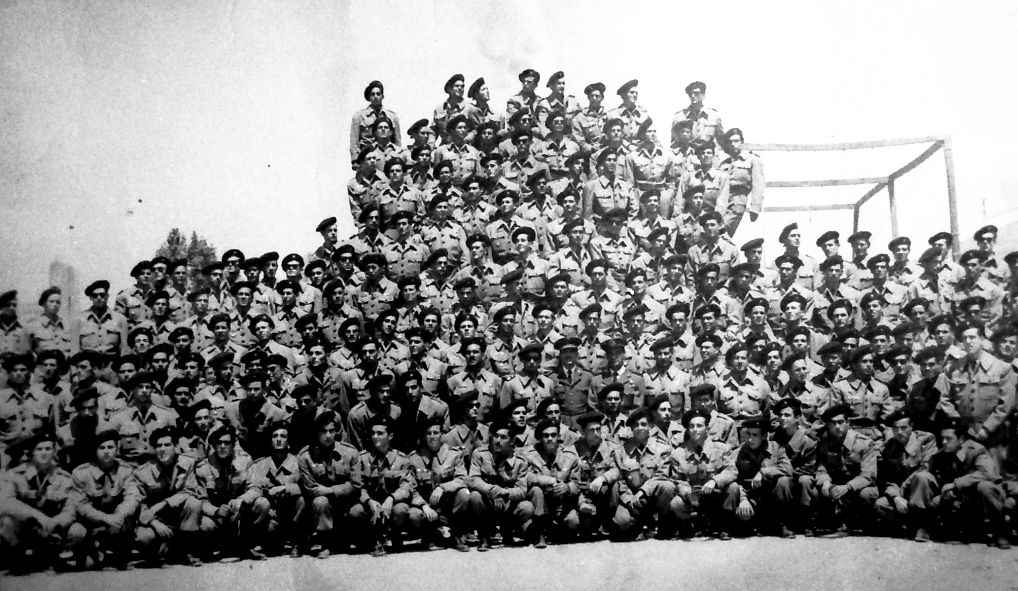
Paraquedistas do Curso de Alcantarilla, em 1955.
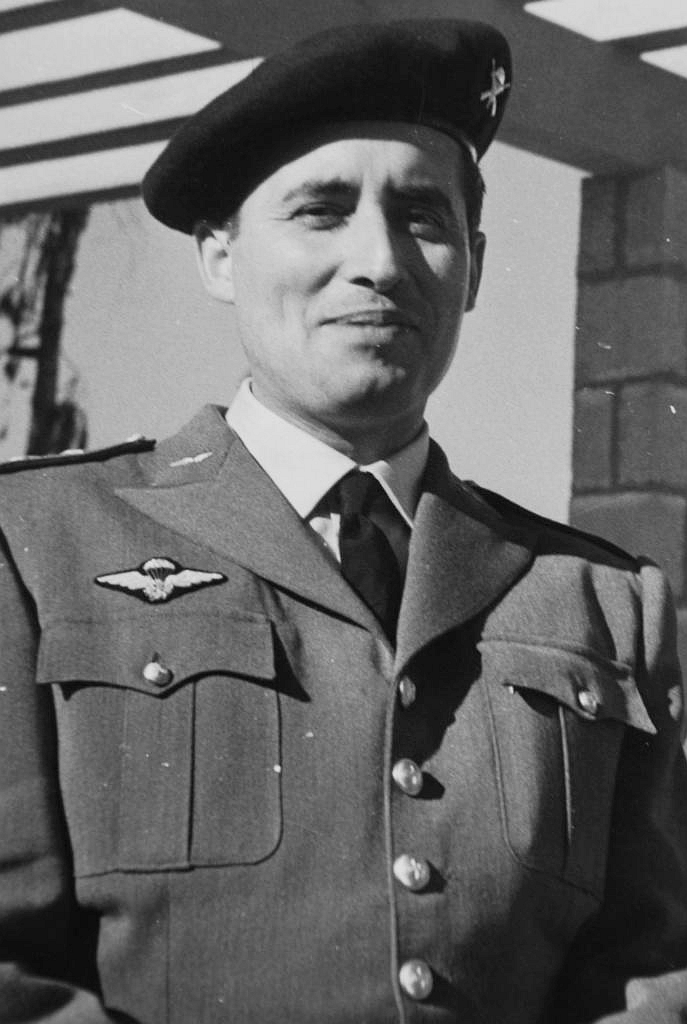
Capitão Martins Videira, o paraquedista militar português n.º 1 e primeiro comandante do BCP.
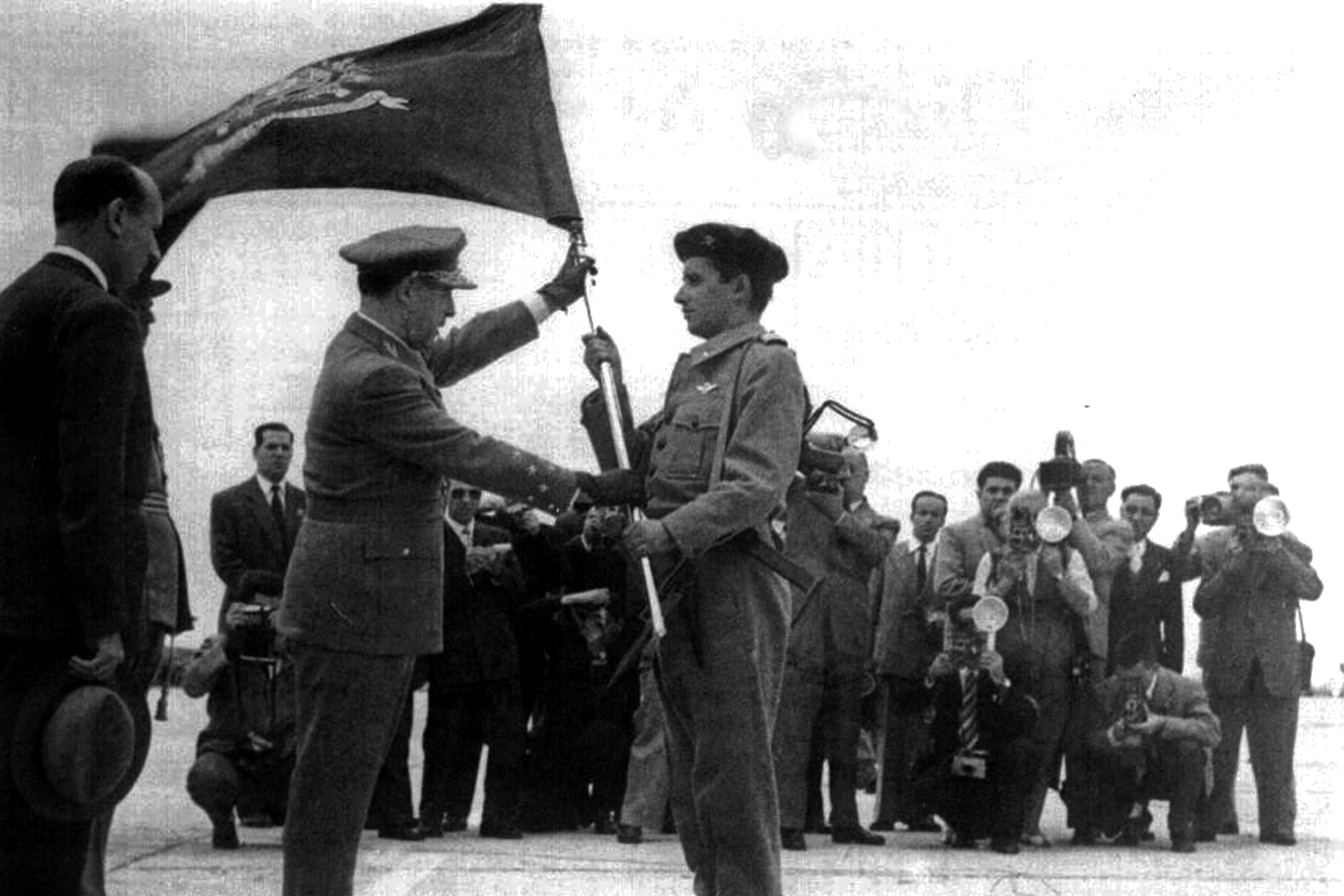
Martins Videira recebe o Estandarte Nacional do BCP, das mãos do Presidente da República, GEN Craveiro Lopes.
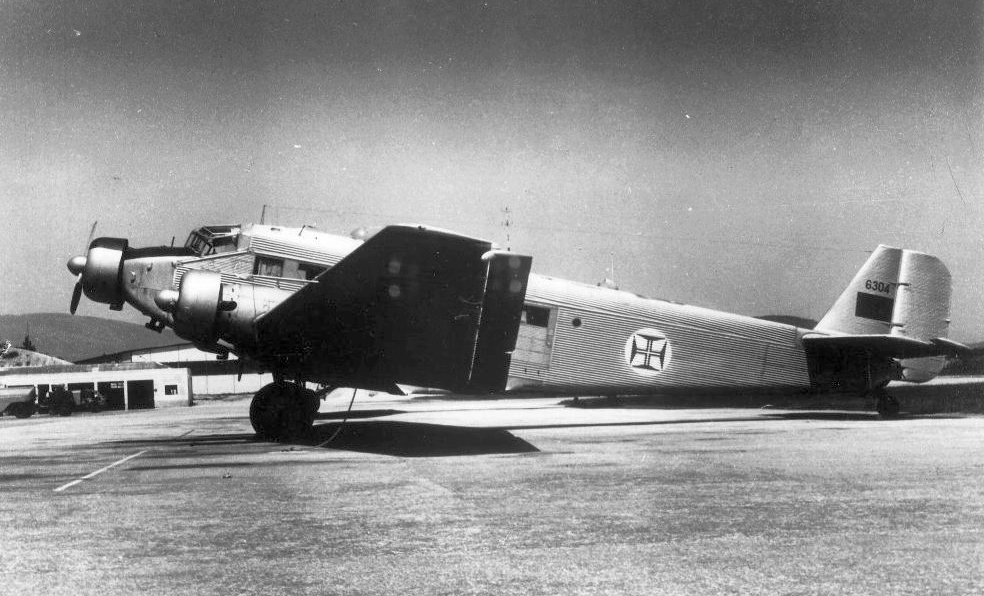
Aeronave Junkers JU-52, a primeira utilizada pelos paraquedistas portugueses.
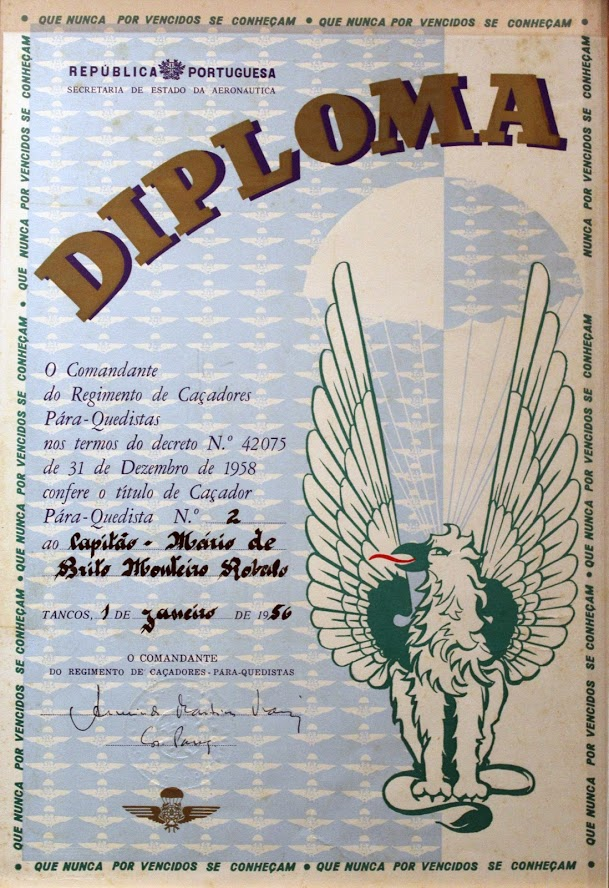
Diploma de Caçador Paraquedista n.º 2, atribuído ao Capitão Mário Robalo, em exibição no Museu das Tropas Paraquedistas.

### Guerra Colonial
Ao iniciar-se a Guerra Colonial, os paraquedistas foram a primeira força portuguesa projetada para o continente africano, chegando a primeira Companhia de Caçadores Paraquedistas a Angola no dia 16 de março de 1961, apenas um dia após o massacre da UPA. Com o desenrolar do conflito, esta companhia seria reforçada, subindo de escalão para batalhão, denominado Batalhão de Caçadores Paraquedistas n.º 21 (BCP 21). Entretanto, perante a necessidade de aumentar a capacidade de formação de novos paraquedistas no BCP, este sobe também de escalão para regimento, passando a designar-se Regimento de Caçadores Paraquedistas (RCP), em 5 de maio de 1961, constituído por dois batalhões, o Batalhão de Instrução (BI) e o Batalhão de Caçadores Paraquedistas n.º 11 (BCP 11).
O RCP formou e enviou companhias de caçadores paraquedistas, primeiro para Angola e depois para a Guiné e Moçambique. As Tropas Paraquedistas tornam-se a principal força de intervenção das Forças Armadas Portuguesas, nos primeiros tempos da guerra, juntamente com algumas companhias de caçadores especiais do Exército. As suas companhias destacadas em África dariam origem a batalhões independentes:
- Batalhão de Caçadores Paraquedistas N.º 21 (BCP 21) — Luanda (Angola), 8 de maio de 1961[32] – 1 de janeiro de 1975;[33]
- Batalhão de Caçadores Paraquedistas N.º 31 (BCP 31) — Beira (Moçambique), 8 de maio de 1961[32] – 31 de março de 1975;[34]
- Batalhão de Caçadores Paraquedistas N.º 32 (BCP 32) — Nacala (Moçambique), 9 de novembro de 1966[35] – 31 de outubro de 1974;[34]
- Batalhão de Caçadores Paraquedistas N.º 12 (BCP 12) — Bissalanca (Guiné), 20 de outubro de 1966[36] – 15 de outubro de 1974.[37]

Em 1961, as mulheres foram, pela primeira vez, integradas nas Forças Armadas Portuguesas, ao serem formadas as Enfermeiras Paraquedistas. Estas enfermeiras acompanharam as forças portuguesas (não só as Tropas Paraquedistas) em operações de combate, durante toda a Guerra, sujeitando-se aos mesmos perigos dos militares combatentes.
As Tropas Paraquedistas tornar-se-iam das unidades mais ativas em combate nas teatros de operações de Angola, Guiné e Moçambique. A maior parte das suas acções de combate foram operações helitransportadas, usando-se os helicópteros Alouette III e Puma da Força Aérea. No entanto, são também realizadas algumas operações em que os militares são lançados de paraquedas, normalmente, a partir de aviões Nord Noratlas (operações Quipedro e Zeta).
Paralelamente às Tropas Paraquedistas regulares, a partir de 1970, o Comando-Chefe das Forças Armadas Portuguesas em Moçambique criou os Grupos Especiais como unidades etnicamente homogéneas de tropas de assalto, constituídas por militares africanos, enquadrados por graduados portugueses. Pouco depois, foram criadas unidades deste tipo, mas com capacidade paraquedista, que ficam conhecidas por Grupos Especiais Paraquedistas (GEP). Os GEP receberam um treino semelhante ao dos caçadores paraquedistas, sendo enquadrados por militares paraquedistas da Força Aérea. Os GEP identificavam-se pelo uso de uma boina vermelha, sendo as primeiras tropas portuguesas a usar uma boina desta cor.
Após a Revolução de 25 de Abril e consequente final da Guerra Colonial, em 1975 foram desativadas as unidades paraquedistas no Ultramar. Em abril de 1975, ainda foi enviado o Destacamento de Caçadores Paraquedistas N.º 1, para o Timor Português. Alguns meses depois, esse destacamento foi responsável pela cobertura da retirada do último governador português de Timor, Mário Lemos Pires, para a ilha de Ataúro, tendo depois realizado incursões para resgatar militares portugueses que se encontravam aprisionados em Timor. Perante a invasão indonésia, o destacamento e o governador embarcaram em navios da Marinha Portuguesa e retiraram do território. Os paraquedistas regressariam 25 anos depois a Timor, no âmbito da missão da ONU UNTAET.
Em 10 de novembro de 1975, os paraquedistas do BCP 21 são os responsáveis pela prestação de honras ao último arrear da Bandeira de Portugal em Angola, sendo o batalhão desativado no dia seguinte, terminando oficialmente o domínio português em África.

Ao longo dos 14 anos em que combateram em África, as Tropas Paraquedistas Portuguesas projetaram cerca de 9000 militares para este continente, tendo 160 perdido a vida (10 oficiais, 23 sargentos e 127 praças).

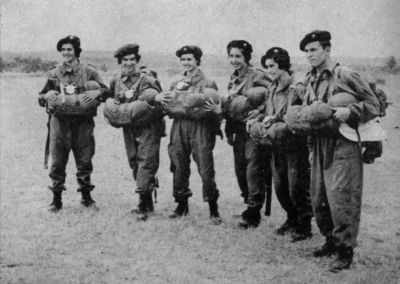
As Enfermeiras Paraquedistas foram as primeiras mulheres a prestar serviço militar, em Portugal.
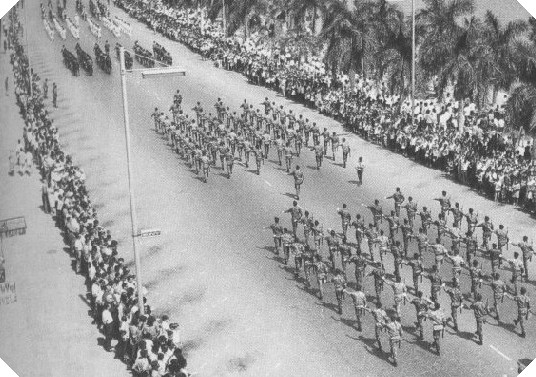
Desfile militar em Luanda.
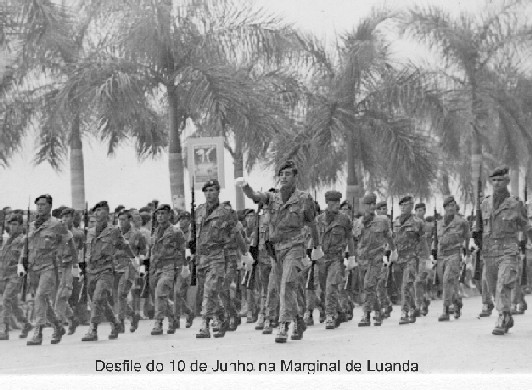
Paraquedistas durante as celebrações do 10 de junho, em Luanda.
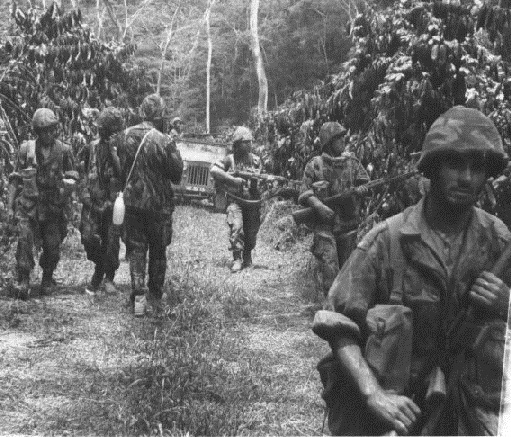
Progressão de uma coluna de paraquedistas.
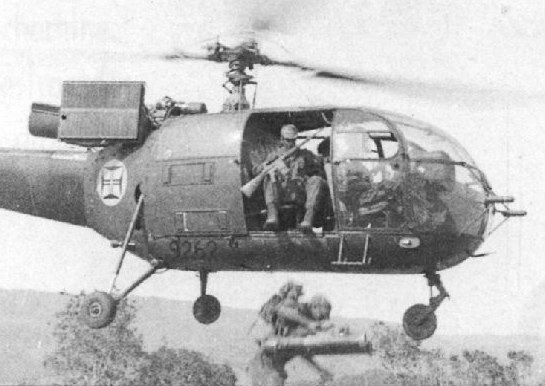
Paraquedistas durante um heliassalto com um Allouette III.
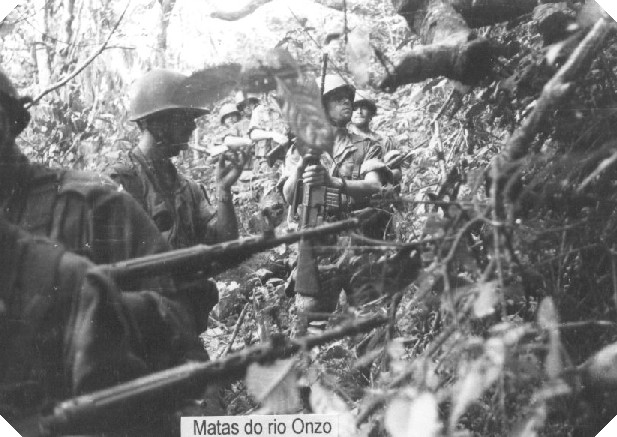
Paraquedistas em progressão.

### 25 de abril e Processo Revolucionário em Curso

#### 25 de abril de 1974
Na manhã da Revolução de 25 de abril de 1974, pelas 6h30, o Comando da 1ª Região Aérea da Força Aérea informou o comandante do RCP, Coronel Fausto Marques, que havia movimento de tropas em Lisboa e que este deveria colocar o regimento em prevenção rigorosa e enviar quatro helicópteros com paraquedistas para Monsanto, no sentido de tentar contrariar a revolução, em curso desde essa madrugada. Fausto Marques, após se deslocar à Base Aérea 3 (BA 3) e tendo-se reunido com o 2º Comandante dessa unidade, decidiu retardar a ordem até obter mais informações. Após insistência e nova comunicação do Comando Aéreo, Fausto Marques rejeitou a ordem e recusou o emprego de forças paraquedistas em ações contra as forças do Movimento das Forças Armadas.
Nessa noite, às 22 horas, duas companhias de paraquedistas foram as primeiras tropas a cercar a Prisão de Caxias, onde a PIDE/DGS continuava a resistir.
Em 27 de abril, as Tropas Paraquedistas foram responsáveis pela escolta dos depostos Presidente da República, Américo Tomáz e Presidente do Concelho de Ministros, Marcello Caetano, para a sua prisão no Funchal.

Em maio, antes da desativação dos batalhões em África, as Tropas Paraquedistas organizavam-se da seguinte forma:
| “ | Artigo 1.º As tropas pára-quedistas têm a constituição que segue: Um regimento de caçadores pára-quedistas, na dependência directa do chefe do Estado-Maior da Força Aérea e com sede em Tancos; O Batalhão de Caçadores Pára-Quedistas n.º 12, na dependência do comandante da Zona Aérea de Cabo Verde e Guiné e com sede em Bissau; Os Batalhões de Caçadores Pára-Quedistas n.os 21 e 22, na dependência do comandante da 2.ª Região Aérea e com sede, respectivamente, em Luanda e Luso; Os Batalhões de Caçadores Pára-Quedistas n.os 31 e 32, na dependência do comandante da 3.ª Região Aérea e com sede, respectivamente, em Beira e Nacala; Dois centros de instrução, um com sede em Luanda e outro na Beira, na dependência, respectivamente, dos comandantes da 2.ª e 3.ª Regiões Aéreas. | ” |
|   | — Decreto-Lei n.º 211/74, Junta de Salvação Nacional, Diário do Governo n.º 118/1974, Série I de 1974-05-21. |   |

#### 11 de março de 1975

Paraquedistas e civis, nas imediações do RAL1, durante os acontecimentos do 11 de março.

Em 11 de março de 1975, um grupo de paraquedistas apoiantes do anterior Presidente da República, General António de Spínola, aderiu a uma tentativa de golpe de estado, em resposta a notícias que relatavam uma operação militar do Partido Comunista Português, que estaria a ser planeada com o apoio da União Soviética, denominada Matança da Páscoa, que previa o assassinato de várias personalidades portuguesas, entre as quais, o General Spínola.
Após descolarem da BA 3 (Tancos), pelas 11h45, dois aviões T6 e quatro helicópteros sobrevoaram e atacaram com rajadas de metralhadora o Regimento de Artilharia Ligeira n.º 1 (RAL1), do COPCON, em Lisboa. Este ataque resultou em 15 feridos e na morte de um militar do RAL 1. Pouco tempo depois, paraquedistas do RCP cercaram o RAL 1, que se encontrava já em alerta e cujos militares começaram a ocupar posições de combate nos edifícios à volta do quartel. O momento de tensão entre as duas forças terminou com um insólito diálogo entre os capitães Diniz de Almeida (RAL 1) e Sebastião Martins (RCP), perante as câmaras da RTP:
| “ | CAP Diniz de Almeida — RAL 1 (CDA): — Porque é que o camarada não vem comigo ao COPCON? Reconhece ou não a autoridade do COPCON? O General Carlos Fabião, o Chefe do Estado Maior do Exército? Os nossos chefes deram-nos ordens contrárias… A si de atacar… A mim de me defender… Porque não deixamos que eles discutam o assunto? CAP Sebastião Martins — RCP (CSM): — As Forças Armadas não estão consigo. CDA: — Se assim for, não terei a mínima dúvida em me render à maioria. Mas, que eu saiba, o Exército está connosco, a Marinha está connosco, só vocês é que não. CSM: — Vamos ver. Vamos então esperar que os nossos chefes decidam. | ” |
|   | — Reportagem da RTP, durante o cerco ao RAL 1. . |   |

Após o impasse e de forma a resolver a aparente confusão das ordens emanadas pelo escalão superior, os comandantes de ambas as forças (coronel Mourisca, do RAL 1 e major Mensurado, do RCP) deslocaram-se ao Estado-maior da Força Aérea, para esclarecer a situação, chegando a um acordo pelas 14 horas. Meia-hora depois, foi levantado o cerco ao RAL 1, ocorrendo uma espontânea confraternização entre civis e os militares de ambas as forças.
Spínola, ao aperceber-se que o golpe tinha falhado, escapou com a sua família e 15 oficiais para a Base Aérea de Talavera la Real, em Badajoz (Espanha).
Os acontecimentos do 11 de março levaram à extinção da Junta de Salvação Nacional e Conselho de Estado, sendo substituídos, em 14 de março, pelo Conselho da Revolução, sendo ainda institucionalizado o MFA.

#### 25 de novembro de 1975
Em novembro de 1975, no final do Verão Quente, Portugal estava mergulhado num clima de forte instabilidade política, com atentados e manifestações a ocorrerem frequentemente por todo o país, enquanto várias fações de extrema-esquerda e extrema-direita  procuravam influenciar a política do PREC, na formação do novo governo. Após a substituição do líder do Conselho da Revolução, Otelo Saraiva de Carvalho, por Vasco Lourenço, temia-se uma nova tentativa de golpe de estado, por parte de apoiantes (civis e militares) da extrema-esquerda, numa tentativa de instaurar no país um regime totalitário comunista. Uma fação moderada do MFA, ligada ao PS, PPD e CDS e liderada pelo Grupo dos Nove, preparava-se para o previsto confronto.
A decisão do coronel Morais da Silva, Chefe do Estado-maior da Força Aérea, de impor a passagem à disponibilidade de cerca de 1000 paraquedistas do RCP (ato que dissolveria, efetivamente, a principal Unidade paraquedista), viria a desencadear os acontecimentos do 25 de novembro. Revoltados com esta decisão, os paraquedistas ocuparam as bases de Tancos, Monte Real e Montijo, bem como o Comando da 1ª Região Aérea (Monsanto), onde detêm o tenente-coronel Pinho Freire e exigem a demissão de Morais da Silva. O RAL 1, agora conotado com a Esquerda Militar, apoiou a revolta dos paraquedistas e tomou posições no aeroporto de Lisboa, na portagem da A1 à entrada da capital e no Depósito de Material de Guerra de Beirolas. Para além destes, forças da Escola Prática de Administração Militar ocuparam a RTP e uma Força Revolucionária da Polícia Militar (FRPM) assaltou e controlou a Emissora Nacional, sob o comando do major Mário Tomé.
As forças moderadas, com uma ação mais organizada e com o controlo efetivo das Forças Armadas no Norte (general Pires Veloso), no Centro (general Franco Charais) e em Lisboa (Vasco Lourenço), aproveitam estas ações para desencadear a operação de contragolpe que estavam a planear há meses, sob o comando operacional do coronel Ramalho Eanes. Após o Presidente da República Francisco da Costa Gomes obter a garantia do PCP, de que os comunistas não interviriam no golpe militar, Otelo Saraiva de Carvalho é chamado a Belém, onde fica retido e impossibilitado de comunicar com o COPCON, alinhado com a Esquerda Militar.
Durante a tarde de 25 de novembro, uma força de comandos comandada por Jaime Neves cercou o Comando da 1ª Região Aérea, libertando-o posteriormente. Durante a noite, foi decretado o Estado de Sítio na Região de Lisboa. No dia seguinte, os comandos atacaram o Regimento de Lanceiros n.º 2, obtendo a rendição das chefias da PM, numa ação que resultou nas únicas vítimas mortais do golpe: dois comandos e um PM.
Na sequência destes acontecimentos, vários militares envolvidos no golpe foram presos, Ramalho Eanes foi nomeado Chefe do Estado-Maior do Exército (seria eleito Presidente da República, no ano seguinte), o COPCON foi destituído e o seu comandante, Otelo Saraiva de Carvalho, foi preso.
O Golpe de 25 de novembro constituiu a última tentativa de golpe de estado em Portugal, sendo o primeiro Governo Constitucional eleito democraticamente em abril de 1976.
Mais de quatro décadas volvidas deste os acontecimentos do 25 de novembro, há ainda detalhes que não são claramente conhecidos, tais como o nível de participação do PCP na tentativa de golpe e quem terá dado a ordem aos paraquedistas para avançarem com a operação, razão pela qual continua a ser um tema político polémico em Portugal.

### Reorganização
Em 5 de julho de 1975, no período entre os golpes de 11 de março e 25 de novembro, as Tropas Paraquedistas foram alvo de uma grande reorganização. Foi criado o Corpo de Tropas Paraquedistas (CTP), que reunia todas as unidades paraquedistas da Força Aérea. O CTP incluía uma estrutura territorial responsável pela mobilização, instrução e administração dos militares que iriam guarnecer a força operacional do corpo, composta por:
- Comando do Corpo de Tropas Paraquedistas (Tancos);
- Base Escola de Tropas Paraquedistas (Tancos);
- Base Operacional de Tropas Paraquedistas N.º 1 (Monsanto, Lisboa);[81]
- Base Operacional de Tropas Paraquedistas N.º 2 (São Jacinto).[5]

A Força Operacional do CTP era a Brigada Ligeira de Paraquedistas (Briparas), constituída por:
- Comando e Estado-Maior;
- Batalhão de Paraquedistas N.º 11;
- Batalhão de Paraquedistas N.º 21;
- Batalhão de Paraquedistas N.º 31;
- Destacamento Aeroterrestre;
- Grupo Operacional de Apoio e Serviços;
- Companhia de Morteiros Pesados;
- Companhia Anticarro;
- Companhia de Comunicações.

Para além destas, outras subunidades poderiam ser mobilizadas, em caso de necessidade.
A existência do CTP com um comando próprio dava-lhe uma grande autonomia no seio da Força Aérea. O CTP era responsável pela instrução e mobilização dos seus militares, pela escolha do seu equipamento e, mesmo, pela sua doutrina. A sua autonomia e o seu progressismo tornava-os numa das melhores equipadas unidades das Forças Armadas Portuguesas. Entre outros aspectos, foi a primeira unidade militar portuguesa a ser equipada com mísseis anticarro e com veículos de ataque rápido (FAV).
Em 15 de março de 1985, o CTP foi feito Membro-Honorário da Ordem Militar da Torre e Espada, do Valor, Lealdade e Mérito.
Em 1991 e 1992, militares do Corpo de Tropas Paraquedistas asseguraram a segurança da evacuação de cidadãos portugueses e de outros países europeus, do Zaire (operação Blue Beam, em conjunto com militares franceses e belgas) e de Angola, em virtude dos conflitos civis que se fazem sentir nesses dois Países.
A BOTP n.º 1 (Monsanto) foi desativada em 1 de Agosto de 1991, pela Portaria n.º 985/91, de 11 de Setembro, tendo os seus meios materiais e humanos sido transferidos para a BOTP n.º 2 (São Jacinto) e para a BETP (Tancos).
A 30 de dezembro de 1993, o CTP foi feito Membro-Honorário da Ordem Militar de Avis.

### Transferência da Força Aérea para o Exército
No âmbito da reestruturação das Forças Armadas Portuguesas, foi decidida a fusão das Tropas Paraquedistas e das Tropas de Comandos num único corpo militar (uma espécie de Brigada Pára-Comando) que ficaria na dependência do Exército Português.
A 1 de janeiro de 1994, o Corpo de Tropas Paraquedistas foi transformado no Comando de Tropas Aerotransportadas (CTAT) do Exército, com uma estrutura territorial semelhante ao anterior. O Regimento de Comandos foi extinto, com a intenção de que os seus militares fossem habilitados com o curso de paraquedismo militar e os mesmos fossem integrados no CTAT, sendo os restantes dispersos por diversas unidades do Exército.
Uma maior transformação deu-se na Força Operacional. A Briparas foi transformada na Brigada Aerotransportada Independente (BAI) que, além de três Batalhões de Infantaria, passou a dispor de subunidades de Artilharia, de Engenharia e de Reconhecimento Blindado. Em teoria, quase todos os militares da brigada, inclusive os das subunidades de apoio de combate, deviam ser paraquedistas. Na prática, só os batalhões de Infantaria atingiram os quase 100% de membros paraquedistas.
O CTAT era constituído pelas seguintes unidades territoriais:
- Comando e Estado-Maior (Tancos);
- Companhia de Transmissões (Tancos);
- Escola de Tropas Aerotransportadas (ETAT) (Tancos);
- Área Militar de S. Jacinto (AMSJ); (S. Jacinto);
- Regimento de Infantaria N.º 15 (RI 15) (Tomar);
- Regimento de Infantaria N.º 3 (RI 3) (Beja).[5]

Além destas, forneciam subunidades operacionais à BAI outras unidades territoriais, tais como a Escola Prática de Engenharia, o Regimento de Artilharia N.º 5 e o Regimento de Cavalaria N.º 3.
Nas décadas de 1990 e 2000, o CTAT foi responsável pelo maior número de tropas portuguesas que serviram em missões internacionais. Destacam-se as operações na Bósnia (IFOR/SFOR), Kosovo (KFOR), Timor Leste (UNTAET / PKF) e Afeganistão (ISAF).

### Brigada de Reação Rápida
Em 2006, no âmbito da reorganização do Exército Português, o CTAT foi extinto, sendo as suas unidades reunidas na recém criada Brigada de Reação Rápida (BRR). Pela primeira vez, desde 1975, deixou de haver um Comando unificado responsável pelas Tropas Paraquedistas. Mantiveram-se como principais unidades paraquedistas, a Escola de Tropas Paraquedistas (transformada em Regimento de Paraquedistas, em 2016), o Batalhão de Apoio Aeroterrestre (atual Batalhão Operacional Aeroterrestre) e os dois batalhões de infantaria paraquedista (1BIPára e 2BIPára).
A BRR, resultante da transformação da antiga BAI, incorpora atualmente unidades de várias especialidades do Exército, tais como as Tropas Comandos e as Tropas de Operações Especiais.

## Organização atual

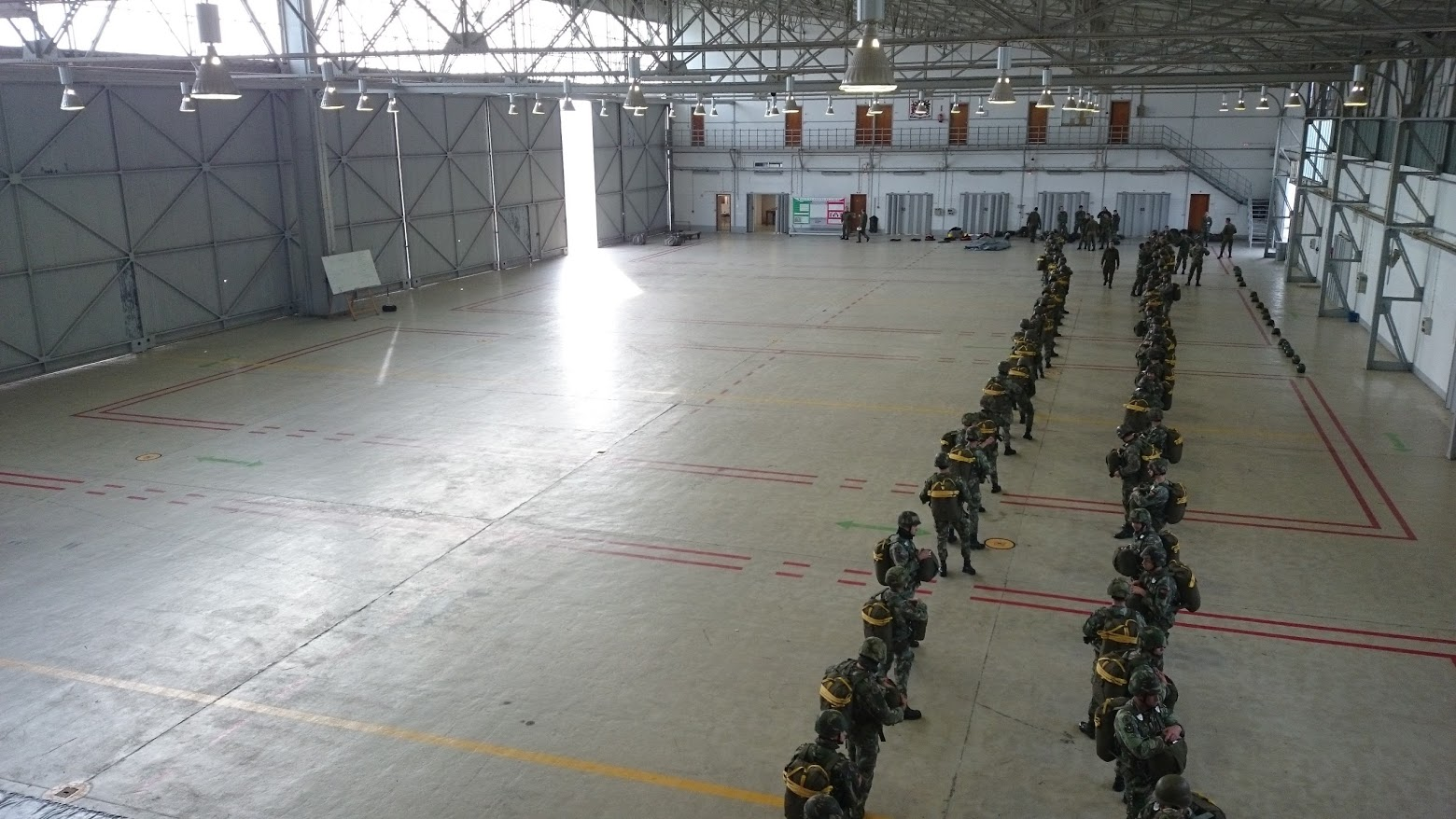
Paraquedistas aguardam a chegada da aeronave C-130 Hercules, para um salto de treino.

### Infantaria paraquedista
Regimento de Paraquedistas (Tancos)
- Batalhão de Formação (BF) — Responsável pela formação em paraquedismo militar e formação básica militar;
- Batalhão Operacional Aeroterrestre (BOAT) — Apronta os meios necessários à execução de saltos em paraquedas (dobragem e operação de zonas de lançamento), abastecimento aéreo e precursores aeroterrestres) e pelotão cinotécnico.[1][89]

Regimento de Infantaria N.º 15 (Tomar)
- 1º Batalhão de Infantaria Paraquedista (1BIPára) — Batalhão de infantaria paraquedista.[1][89]

Regimento de Infantaria N.º 10 (São Jacinto)
- 2º Batalhão de Infantaria Paraquedista (2BIPára) — Batalhão de infantaria paraquedista.[1][89]

### Outras unidades paraquedistas
Regimento de Cavalaria N.º 3 (Estremoz)
- Esquadrão de Reconhecimento da BRR ("Dragões Paraquedistas") (EsqRec) — Esquadrão de reconhecimento.[89]

Regimento de Artilharia Nº 4 (Leiria)
- Grupo de Artilharia de Campanha da BRR (GAC) — Artilharia de Campanha.[89]

### Outras forças
Embora não sejam habitualmente identificadas como "Tropas Paraquedistas", existem outras unidades militares em Portugal cuja missão obriga a que os seus elementos sejam qualificados em paraquedismo, tais como:
- Centro de Tropas de Operações Especiais (CTOE) — BRR (Exército);[92]
- Destacamento de Ações Especiais (DAE) — Corpo de Fuzileiros (Marinha Portuguesa).[93]

Existem ainda no Exército diversos militares que, embora qualificados em paraquedismo, exercem funções noutras áreas de atividade.

## Formação

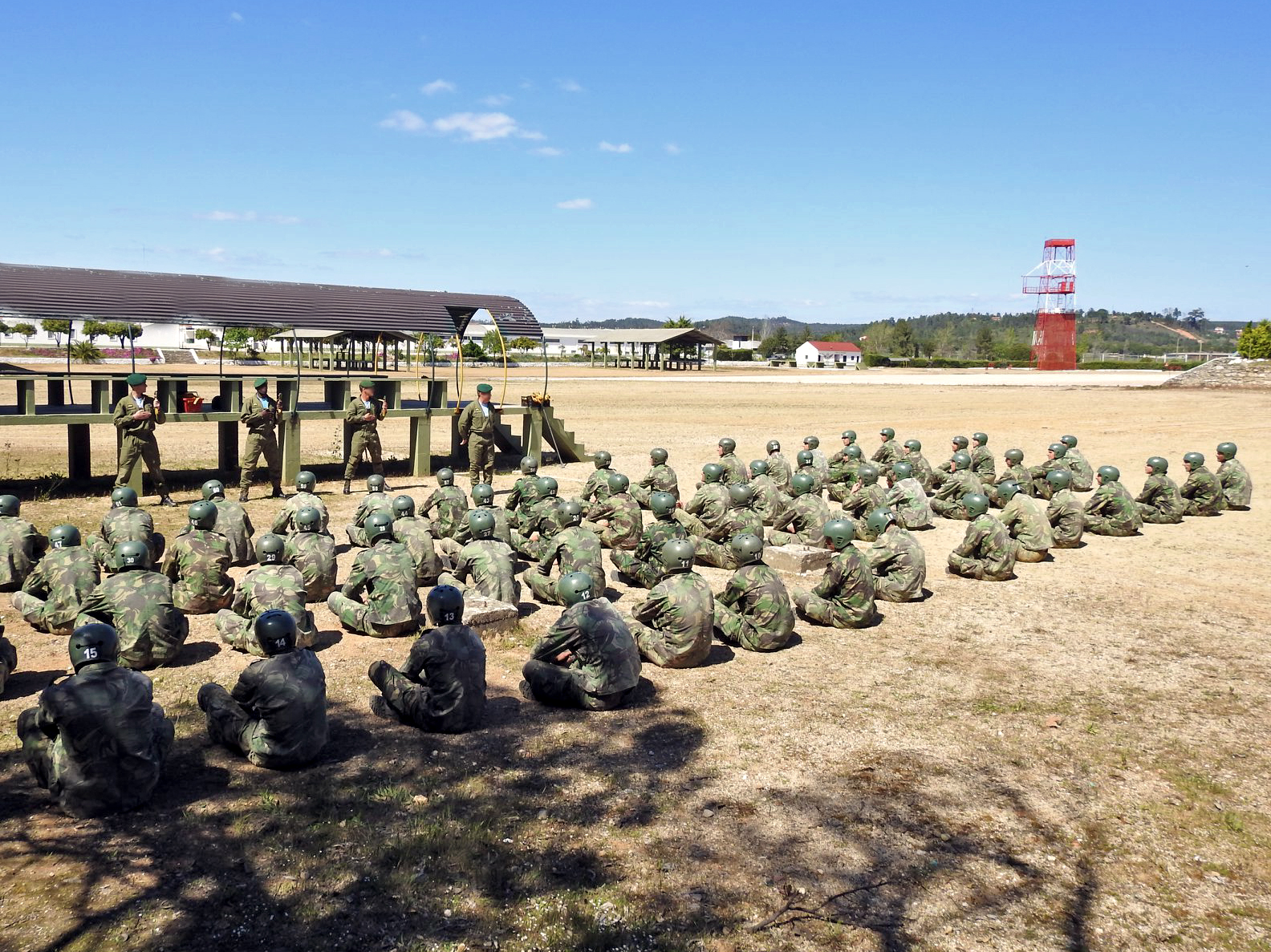
Recrutas assistem a uma instrução do Curso de Paraquedismo, no RPára.

A formação em paraquedismo militar é ministrada, em Portugal, no Regimento de Paraquedistas:
PRAÇAS
- Instrução Básica (5 semanas)
- Instrução Complementar (7 semanas)
- Especialidade = Curso de Combate (9 semanas) + Curso de Paraquedismo (4 semanas)

OFICIAIS / SARGENTOS
- Instrução Básica (5 semanas)
- Instrução Complementar 1 (7 semanas)
- Instrução Complementar 2 (5 semanas)
- Especialidade = Curso de Atiradores (11 semanas)  + Curso de Paraquedismo (4 semanas)

## Batalhas

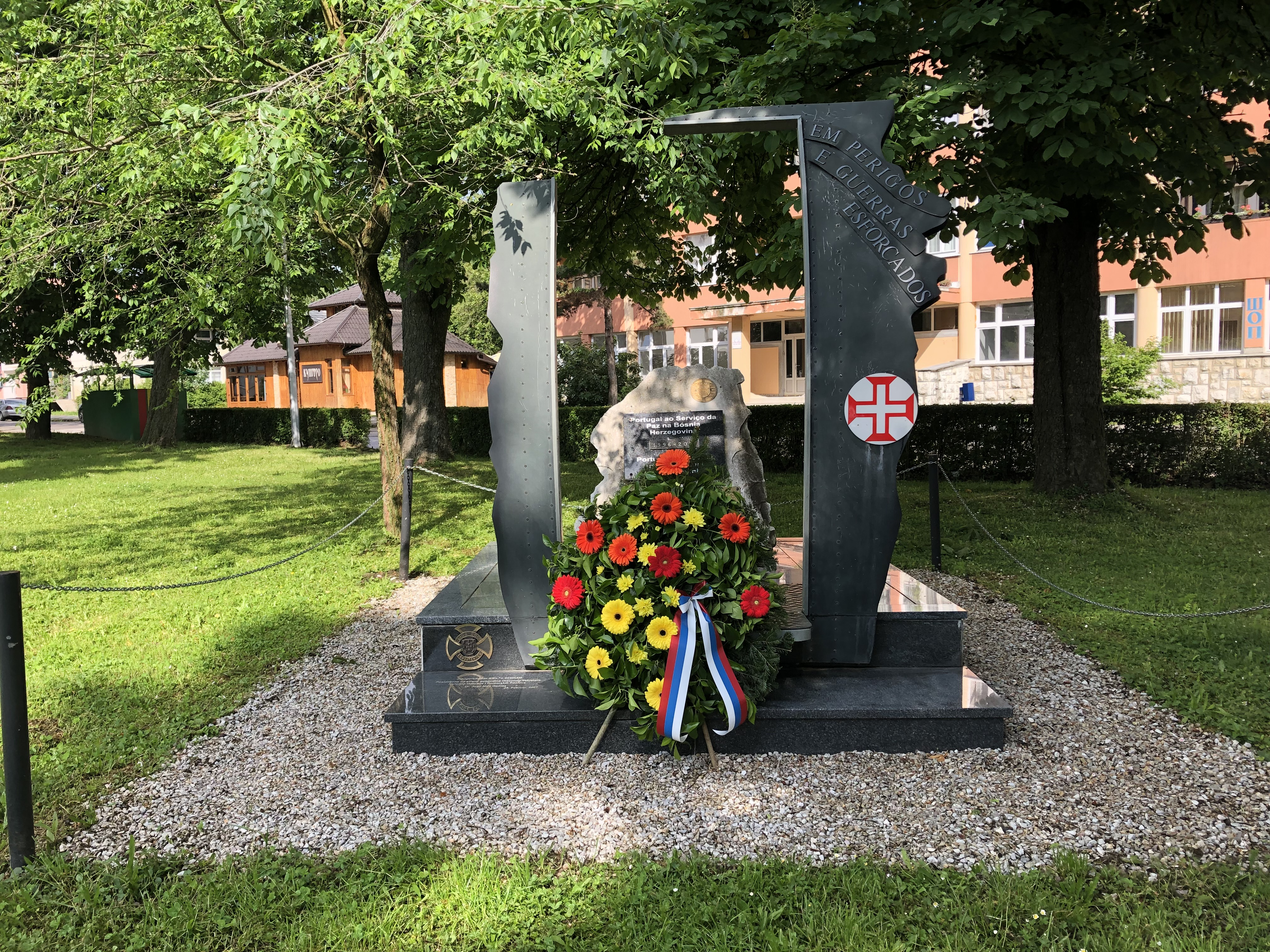
Monumento em memória dos paraquedistas mortos durante a IFOR/SFOR, em Doboj (Bósnia).

### Guerra Colonial (1961-1975)
Durante e imediatamente após a Guerra Colonial, foram empenhadas várias unidades Paraquedistas:
- Batalhão de Caçadores Paraquedistas N.º 21 (BCP 21) — Luanda (Angola), 8 de maio de 1961[32] – 1 de janeiro de 1975;[33]
- Batalhão de Caçadores Paraquedistas N.º 31 (BCP 31) — Beira (Moçambique), 8 de maio de 1961[32] – 31 de março de 1975;[34]
- Batalhão de Caçadores Paraquedistas N.º 32 (BCP 32) — Nacala (Moçambique), 9 de novembro de 1966[35] – 31 de outubro de 1974;[34]
- Batalhão de Caçadores Paraquedistas N.º 12 (BCP 12) — Bissalanca (Guiné), 20 de outubro de 1966[36] – 15 de outubro de 1974;[37]
- Destacamento de Caçadores Paraquedistas N.º 1 —  Ataúro (Timor-Leste), abril a dezembro de 1975.[48][49]

### Missões de paz/humanitárias
- Resgate de 2500 cidadãos portugueses e estrangeiros, após as Eleições Angolanas de 1992— Angola e S. Tomé e Príncipe, 1992;[96][97]
- IFOR/SFOR — Bósnia, 1996 a 2012;[7]
- KFOR — Kosovo, 1998 a 2018;[8][9]
- UNTAET/PKF e UNMISET — Timor-Leste, 2000 a 2002;[10][11]
- QRF/ISAF — Afeganistão, desde 2006;[12][13][91][98][99]
- MINUSMA — Mali, desde 2013;[16][17][100][101]
- CJTF–OIR — Iraque, desde 2016;[14][15]
- EUTM-RCA/MINUSCA — República Centro Africana, desde 2016.[18][19][102]

## Condecorações

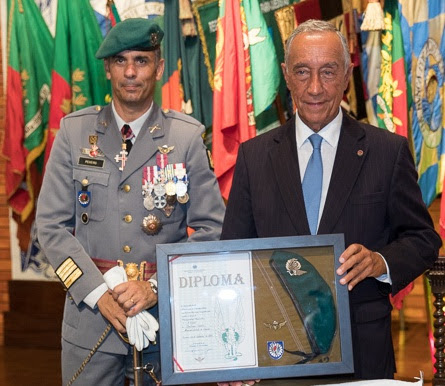
O Presidente da República Marcelo Rebelo de Sousa foi agraciado com o título honorífico de Paraquedista, em 2017.

### Militares
- Ordem Militar da Torre e Espada, do Valor, Lealdade e Mérito (MHTE), 3 de janeiro de 1985;[83][84]
- Medalha de Ouro de Valor Militar (MOVM), 12 de fevereiro de 1973 (BCP21);[84]
- 2 Medalhas da Cruz de Guerra - 1ª Classe (MPCG), 4 de abril de 1968 (BCP 12) e 12 de junho de 1969 (BCP31);[84]
- Ordem Militar de Cristo (MHC), 2015;[84][104][105]
- Ordem Militar de S. Bento de Avis (MHA), 30 de dezembro de 1993;[2][84][104]
- Medalha de Ouro de Serviços Distintos com Palma (MOSD), 14 de fevereiro de 1997;[84][104]

### Outras
- Medalha de Agradecimento da Cruz Vermelha Portuguesa, 1992;[2][84]
- Medalha de Honra Municipal de Vila Nova da Barquinha, 2016.[84][106][107]

## Simbologia

### Uniforme e boina verde
Os paraquedistas foram pioneiros, no âmbito das Forças Armadas Portuguesas, no uso de uniformes camuflados e de boina. Com o artº 20 do Decreto-lei nº 40395 de 1955 (Regulamento para a Organização, Recrutamento e  Serviço das Tropas Paraquedistas) foi autorizado, pela primeira vez na história dos uniformes das Forças Armadas Portuguesas, o uso de uma boina como cobertura de cabeça. Às Tropas Paraquedistas foi designada a cor verde, o que lhes valeu a alcunha de Boinas Verdes.
Ao contrário das sugestões iniciais de adoção de uma boina de cor vermelha ou castanha (seguindo o exemplo das tropas paraquedistas até aí existentes noutros países), o Ministro da Defesa Santos Costa decidiu adotar a cor verde. Esta cor seria a da tinta da caneta que o mesmo usava para assinar os seus decretos. Desde então, o principal símbolo dos paraquedistas portugueses é a boina de cor verde claro (designada de "Verde Caçador Paraquedista"). Por essa razão, os paraquedistas portugueses têm a alcunha de "Boinas Verdes".

### Museu das Tropas Paraquedistas

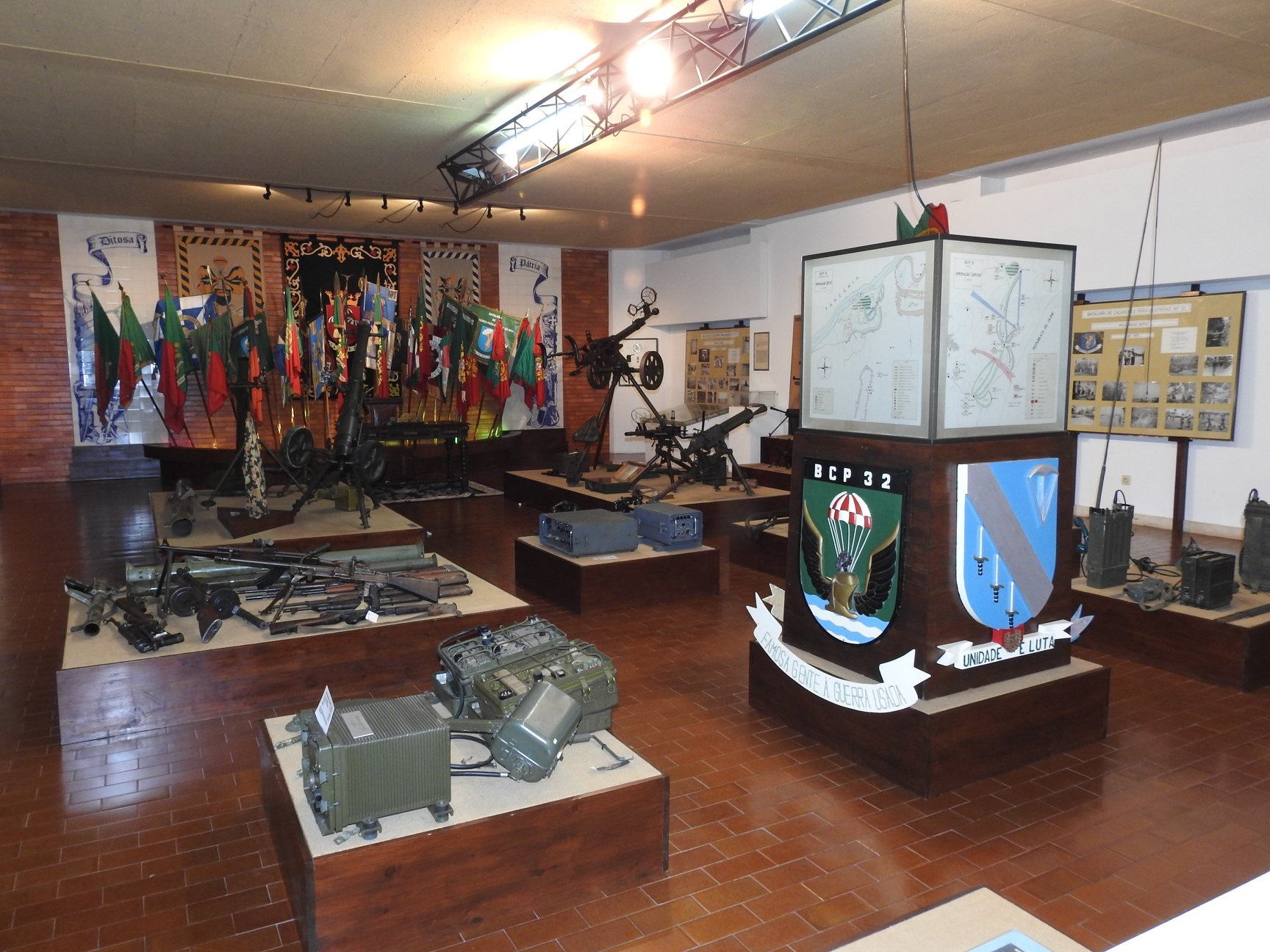
Interior do Museu das Tropas Paraquedistas.

A história das Tropas Paraquedistas está preservada no Museu das Tropas Paraquedistas, localizado no RPára. Trata-se de um museu de entrada livre, que reúne artefactos relacionados com a história das Tropas Paraquedistas Portuguesas, desde a sua criação, à participação na Guerra Colonial e posteriores missões de manutenção da paz. Serve igualmente de memorial para todos paraquedistas portugueses que perderam a vida em serviço.

### Dia do Paraquedista

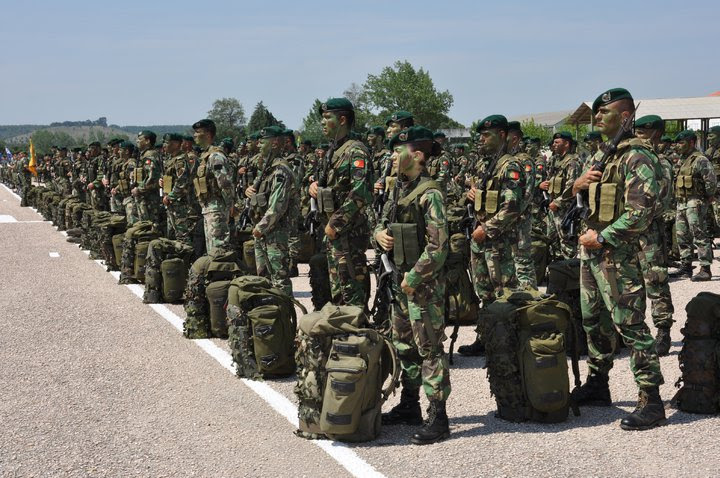
Militares paraquedistas na principal parada do RPára (Parada Alferes Mota da Costa), durante um 23 de maio.

Todos os anos, no dia 23 de maio, celebra-se no RPára o Dia do Paraquedista, assinalando o aniversário da inauguração do Batalhão de Caçadores Paraquedistas, em 1956. Esta data foi escolhida em alusão à bula Manifestis Probatum (1179), que declarou o Condado Portucalense oficialmente independente do Reino de Leão, ou seja, reconheceu efetivamente o Reino de Portugal. Embora esta efeméride seja simultaneamente celebrada no contexto do Dia da Unidade do RPára, a mesma é encarada como o dia de todos os paraquedistas portugueses, pelo que se juntam às celebrações unidades paraquedistas de toda a estrutura orgânica do Exército.